# 徳地インターチェンジ
徳地インターチェンジ（とくぢインターチェンジ）は、山口県山口市徳地堀に位置する中国自動車道のインターチェンジである。
国道376号や国道489号を介して周南市や山口市旧阿東町域へアクセスできる。また、山口県道24号防府徳地線や山口県道184号三田尻港徳地線を介して防府市へアクセスできる。

## 道路
- E2A 中国自動車道（31番）

## 歴史
- 1980年10月17日 : 鹿野IC - 山口IC間の供用開始により開通。
- 2025年2月20日 : 料金所がETC専用になる[1]。

## 接続する道路

### 直接接続
- 国道489号

### 間接接続
- 国道376号

## 料金所
- ブース数：4

### 入口
- ブース数：2
  - ETC専用：1
  - サポート：1

### 出口
- ブース数：2
  - ETC専用：1
  - サポート：1

## 周辺
- 山口県立防府高等学校佐波分校
- 佐波川ダム（大原湖）
- 国立山口徳地青少年自然の家
- やまぐちサッカー交流広場

## 隣
E2A 中国自動車道
(30)鹿野IC/BS - 鹿野SA - 串BS（休止中） - (31)徳地IC/BS - 荷卸峠PA - 仁保BS（休止中） - (32)山口IC/BS